# Carl Friedrich Uebelen
Carl Friedrich Uebelen (* 25. August 1872 in Lörrach; † 14. August 1951) war ein deutscher Textilindustrieller und Industrieverbandsfunktionär.

## Leben
Uebelen besuchte das Gymnasium in Lörrach, absolvierte eine kaufmännische Lehre in Genf und vervollständigte seine Ausbildung in verschiedenen Unternehmen in Österreich, Frankreich und England. Nachdem er zeitweilig Teilhaber der Fa. Heymann, Welter & Co in Berlin gewesen war, wurde er 1909 Generaldirektor der 1837 gegründeten Mechanischen Weberei in Linden. 1913 wurde er zum Kgl. Preuß. Kommerzienrat ernannt. Unter seiner Leitung wurden die nächstgrößeren Konkurrenzunternehmen für die Samtherstellung, die Berliner Velvetfabrik M. Mengers & Söhne AG und die G. A. Fröhlichs Sohn AG (Warnsdorf, Tschechoslowakei) unter dem Dach der Lindener Weberei zu einem Konzern mit dem Namen „Lindener Samt-Union“ vereinigt, der um 1930 ca. 4000 Mitarbeiter beschäftigte.
Carl Friedrich Uebelen war Vizepräsident der Industrie- und Handelskammer Hannover, Vorsitzender des Präsidiums des Deutsch-Amerikanischen Wirtschaftsverbandes (Berlin), Vorsitzender des Arbeitgeberverbandes der Textilindustrie (Hannover), Vorstandsmitglied des Reichsverbandes der Deutschen Industrie (Berlin), Mitglied und Beigeordneter des Bezirksausschusses Hannover der Reichsbank. Als Vorsitzender des Aufsichtsrates fungierte er bei der Spinnerei Haagen & Rötteln AG (Haagen in Baden). Aufsichtsratsmitglied war er auch bei der Bank für auswärtigen Handel AG (Berlin), der Deutschen Kreditsicherung AG (Berlin), der Voigt & Haeffner AG (Frankfurt am Main) und der Vereinigten elektrotechnischen Fabriken F. W. Busch und Gebrüder Jaeger AG (Lüdenscheid).